# Wilhelm Windelband
Wilhelm Windelband (11. května 1848 Postupim – 22. října 1915 Heidelberg) byl německý filosof, jeden ze zakladatelů „bádenské školy“ novokantovství.

## Biografie
Studoval medicínu, historii a filosofii v Jeně, v Berlíně a v Göttingenu, mimo jiné u Hermanna Lotzeho. Roku 1873 se habilitoval prací O jistotě poznání a pak přednášel na univerzitách v Curychu a ve Freiburgu, od roku 1882 ve Štrasburku. Roku 1903 se stal profesorem ve Freiburgu, kde pracoval až do své smrti.
Windelband navazoval na Kanta, vůči svým kolegům však zdůrazňoval, že „rozumět Kantovi znamená jít dál, pokračovat“. Navazoval také na Hegela, na Herbarta a na svého učitele Lotze. Snažil se metodicky odlišit přírodní vědy, které podle něho popisují své předměty obecnými zákony a které proto nazval nomotetické, od kulturních věd (např. historie), které se zabývají jednotlivostmi a jako takové je i popisují; proto je nazýval idiografické. Zabýval se také dějinami filosofie a jeho učebnice z roku 1892 se dočkala mnoha vydání.
Mezi jeho žáky vynikl Heinrich Rickert, ale také sociolog Max Weber a teolog Ernst Troeltsch. Významně ovlivnil také Karl Jasperse a Isaiah Berlina.